# Бредихин, Александр Фёдорович
Александр Фёдорович Бредихин (1681 — после 1743) — новгородский и смоленский губернатор. Отец генерал-поручика С. А. Бредихина.
В службе с 1692 года, в 1705 году — офицер Преображенского полка. В 1723 году, имея чин капитана, входил в «Вышний суд» и участвовал в разборе ссоры сенатора барона Шафирова с сенатским обер-прокурором Скорняковым-Писаревым. 
В 1729 году Бредихин был смоленским вице-губернатором; в 1739 году назначен новгородским, а в 1743 году — смоленским губернатором. Тайный советник (1739).